# Мунстер (Нижня Саксонія)
Мунстер (нім. Munster) — місто в Німеччині, розташоване в землі Нижня Саксонія. Входить до складу району Гайдекрайс.
Площа — 193,42 км2. Населення становить 15 059 ос. (станом на 31 грудня 2021).